# Герца-Маре
Герца-Маре (рум. Gherța Mare) — село у повіті Сату-Маре в Румунії. Входить до складу комуни Турц.
Село розташоване на відстані 451 км на північний захід від Бухареста, 31 км на північний схід від Сату-Маре, 135 км на північ від Клуж-Напоки.

## Населення
За даними перепису населення 2002 року у селі проживали 1359 осіб, з них 1357 осіб (99,9%) румунів. Рідною мовою 1358 осіб (99,9%) назвали румунську.